# Municipio de Liberal (Kansas)
El municipio de Liberal (en inglés, Liberal Township) es un municipio ubicado en el condado de Seward, Kansas, Estados Unidos. Según el censo de 2020, tiene una población de 699 habitantes.
Abarca una zona exclusivamente rural.

## Geografía
Está ubicado en las coordenadas 37°7′37″N 100°58′3″O / 37.12694, -100.96750. Según la Oficina del Censo de los Estados Unidos, tiene una superficie total de 500.70 km², de la cual 500.53 km² corresponden a tierra firme y 0.17 km² son agua.

## Demografía
Según el censo de 2020, hay 699 personas residiendo en la zona. La densidad de población es de 1.4 hab./km². El 68.53 % de los habitantes son blancos, el 0.86 % son afroamericanos, el 1.86 % son amerindios, el 1.72 % son asiáticos, el 9.59 % son de otras razas y el 17.45 % son de una mezcla de razas. Del total de la población, el 32.33 % son hispanos o latinos de cualquier raza.